# Dit kuken pekar
Dit kuken pekar är en singel från 1990 av den svenska trallpunkgruppen De Lyckliga Kompisarna. Den var gruppens andra singel och den första på skivbolaget Birdnest. Den släpptes med nytt omslag 1991.

## Låtar på singeln
| Nr | Titel           | Längd |  |
| -- | --------------- | ----- |  |
| 1. | Dit kuken pekar | 2.49  |  |
| 2. | Smet            | 4.01  |  |